# Doudou Thiam
Doudou Thiam (* 3. Februar 1926 in Bambey, Französisch-Westafrika; † 6. Juli 1999 in Genf) war ein senegalesischer Politiker, Diplomat und Jurist, der unter anderem zwischen 1960 und 1962 sowie erneut von 1962 bis 1968 Außenminister war. Er war ferner von 1970 bis zu seinem Tode 1999 Mitglied der UN-Völkerrechtskommission.

## Leben
Thiam absolvierte ein Studium der Rechtswissenschaft an der Universität von Paris, das er 1946 mit einer Licence abschloss. Im Anschluss setzte er sein Studium an der Universität Poitiers fort und legte dort 1951 seine Promotion zum Doktor der Rechte mit einer Dissertation mit dem Titel La Portée de la citoyenneté française dans les territoires d’outre-mer ab. Nach seiner Rückkehr nach Französisch-Westafrika war er zwischen 1952 und 1958 als Rechtsanwalt am Berufungsgericht in Dakar tätig. Zugleich übernahm er 1957 eine Professur an der Fakultät der Rechtswissenschaften an der neu gegründeten Universität Dakar und wurde 1957 auch zum Mitglied der Nationalversammlung gewählt. Nachdem er zwischen 1958 und 1959 Minister für Finanzen, Wirtschaft und Planung der aus Französisch-Sudan und dem Senegal bestehenden Mali-Föderation war, bekleidete er zwischen 1959 und 1960 den Posten als Justizminister des Senegal.
Kurz vor der Unabhängigkeit des Senegal von Frankreich am 20. Juni 1960 und dem Austritt aus der Mali-Föderation am 20. August 1960 wurde Thiam von Staatspräsident Léopold Sédar Senghor am 4. April 1960 zum Außenminister ernannt. Dieses Amt bekleidete er in der Regierung von Premierminister Mamadou Dia bis zum 12. November 1962, woraufhin André Guillabert seine Nachfolge antrat. Bereits am 19. Dezember 1962 löste Thiam Guillabert jedoch wieder ab und übte das Amt des Außenministers nunmehr bis zum 6. März 1968 aus, woraufhin der bisherige Justizminister Alioune Badara Mbengue sein Nachfolger wurde. Während dieser Zeit war er zugleich Chefdelegierter in der UN-Generalversammlung. Er selbst bekleidete daraufhin zwischen 1969 und 1970 den Posten als Präsident des Wirtschafts- und Sozialrates des Senegal.
1970 wurde Thiam Mitglied der UN-Völkerrechtskommission und gehörte dieser bis zu seinem Tode 1997 an. Er war seit 1974 zugleich Berichterstatter der UN-Völkerrechtskommission und engagierte sich zudem als Mitglied der Haager Akademie für Völkerrecht, der International Law Association sowie des Centre d’Etudes et de Documentation Législatives Africaines in Dakar.

## Schriften
- La Portée de la Citoyenneté Française dans les Territoires d’Outre-Mer, 1951
- La politique étrangère des États africains. Ses fondements idéologiques, sa réalité présente, ses perspectives d'avenir, Presses Universitaires de France, Paris, 1963
- Le fédéralisme africain. Ses principes et ses règles, Présence africaine, Paris, 1972